# Мелекшино
Мелекшино — деревня в Старожиловском районе Рязанской области, административный центр Мелекшинского сельского поселения.

## География
Деревня расположена на берегу реки Проня в 28 км на юго-восток от райцентра рабочего посёлка Старожилово.

## История
В платежных Рязанских книгах 1628 и 1629 годов деревня Мелешкина Вилетор тож упоминается вместе с селом Лучинск в вотчине архиепископа Рязанского и Муромского Антония. 
В XIX — начале XX века деревня входила в состав Столпянской волости Пронского уезда Рязанской губернии. В 1906 году в селе было 205 дворов.
С 1929 года деревня являлась центром Мелекшинского сельсовета Старожиловского района Рязанского округа Московской области, с 1937 года — в составе Рязанской области, с 2005 года — центр Мелекшинского сельского поселения.

## Население
| 1859 | 1897  | 1906  | 2010 |
| ---- | ----- | ----- | ---- |
| 1041 | ↗1363 | ↗1735 | ↘351 |